# Lingua yaka
Lo Yaka o aka o beka, è una lingua bantu parlata nella Repubblica Centrafricana e nella Repubblica del Congo, lungo il fiume Ubangi che fa da confine tra le due nazioni.

## Diffusione
È la lingua del popolo pigmeo degli Aka, che sono correlati coi popoli baka, del Camerun, Congo e Gabon, che però parlano una lingua di un'altra famiglia. Complessivamente tutti questi popoli pigmei sono conosciuti come Mbenga (Bambenga) o Binga (Babinga), quest'ultimo termine è dispregiativo.
Il popolo Aka definisce se stesso  Mraka  al singolare e  Beka  al plurale. 
Il nome del popolo e la lingua hanno diverse varianti: . Mò-Aka, Moyaka, Bayaka, Yaga, Bayaga, Gbayaka, Biaka, Beka, Yakwa, Yakpa, Yakpwa, Nyoyaka .
Gli Aka occidentali sono conosciuti come i Benzele ( Mbenzélé, Babenzélé, Bambenzele, Ba-Benjelle ), mentre gli Aka orientali, come Sese (Basese), ognuno parla un dialetto distinto; lo  Nzari  potrebbe essere un altro.